# Полтавцев Андрій Юрійович
Андрій Юрійович Полтавцев  (нар. 7 грудня 1991) — український футболіст, воротар футбольного клубу Мотор Запоріжжя.

## Біографія
Вихованець СДЮШОР Україна Луганськ, де грав до 2008 року у ДЮФЛ.
З початку 2008 року грав за молодіжну команду луганської «Зорі». Після семи років виступів за «молодіжку», 28 лютого 2015 року Полтавцев дебютував у основній команді «Зоря» у матчі української Прем'єр-ліги проти донецького «Олімпіка». В тому матчі луганчани розгромили суперника 5:1, а Полтавцев наприкінці гри пропустив гол від Гегама Кадимяна.
1 лютого 2016 року було офіційно оголошено про перехід Полтавцева до складу «Гурії» на умовах оренди до кінця сезону, проте у вищому грузинському дивізіоні зіграв лише у двох матчах.
На початку 2017 року був відданий в оренду в краматорський «Авангард».